# ルカ・ラニエーリ
ルカ・ラニエーリ（イタリア語: Luca Ranieri, 1999年4月23日 - ）は、イタリア・ラ・スペツィア出身のサッカー選手。ACFフィオレンティーナ所属。ポジションはDF。

## クラブ歴
ACFフィオレンティーナの下部組織出身。2017-18シーズン末にトップチームのベンチ入りを果たすが出場機会は無かった
2018年7月16日にセリエBのカルチョ・フォッジャ1920に1シーズンの期限付き移籍となった。8月26日のセリエBでエマヌエーレ・シセレーリと交代で出場し選手初出場を記録した。10月27日の試合ではスターティングメンバーに選出された。
翌シーズンはフィオレンティーナに復帰し、セリエA初出場を記録した。2019年11月27日、クラブとの契約を2024年まで延長した。
2020年1月31日に半年の期限付き移籍でセリエBのアスコリ・カルチョ1898 FCに期限付き移籍した。翌日の試合でスターティングメンバーとして出場し、93分にエリック・フェリグラと交代した。同年9月25日に同じくセリエBのS.P.A.L.に1シーズンの期限付き移籍をした。
翌年にセリエAのUSサレルニターナ1919に期限付き移籍し、2022-23シーズンから再びフィオレンティーナに復帰した。
2023年7月22日、クラブとの契約を2026年まで延長した。

## 代表歴
U-16代表からの出場経歴がある。U-20代表では2018年から出場し、2019 FIFA U-20ワールドカップに参加した。またU-21代表では2019年から出場し、UEFA U-21欧州選手権2021に参加した。